# Maggie Thrett
Maggie Thrett (* 18. November 1946 in New York City als Diane Pine; † 18. Dezember 2022 in Long Island, New York) war eine US-amerikanische Schauspielerin und Sängerin.

## Leben
Mit 15 Jahren gab sie 1962 ihr Off-Broadway-Debüt. Mit 18 Jahren trat sie regelmäßig als Tänzerin bei Trude Heller in Greenwich Village, New York, auf, wie in der Januarausgabe 1965 von Harper’s Bazaar zu sehen war.
Als Sängerin nahm Thrett 1964 eine Single (unter ihrem Geburtsnamen) mit dem Titel „Lucky Girl“ auf und hatte 1965 einen kleinen US-Hit (als Maggie Thrett) mit „Soupy“, produziert von Bob Crewe. Der Billboard-Journalist Aaron Sternfield, der am 15. Juli 1965 eine Live-Performance in der Basin Street East in New York rezensierte, schrieb, dass sie „eine großartige Bandbreite hat, ihre Phrasierung und ihr Timing nahezu perfekt sind und die richtige Kombination aus Sex und Satire kombiniert.“
1966 ging Thrett nach Hollywood, um ihre Schauspielkarriere voranzutreiben. Als Schauspielerin hatte sie Rollen in einer Star-Trek-Episode (Die Frauen des Mr. Mudd, im Original „Mudd's Women“, 1966) und im Comedy-Film Auf welcher Seite willst du liegen, Liebling (1968). Sie trat auch als Prostituierte im Film Cover Me Babe (1970) auf. Außerdem trat sie in verschiedenen Serien in Erscheinung, zuletzt 1974.
Im Mai 1970 war Thrett in einen Verkehrsunfall, zusammen mit dem Musiker Gram Parsons verwickelt. Obwohl sie anscheinend unverletzt war (Parsons erlitt unterdessen erhebliche Verletzungen), verließ sie in der Folge das Unterhaltungsgeschäft. Danach arbeitete sie als Telefonistin in einem Krankenhaus.
Von 1975 bis 1977 war sie mit dem Schauspieler Donnelly Rhodes verheiratet.

## Filmografie (Auswahl)

### Kino
- 1966: Out of Sight
- 1966: Dimension 5
- 1968: Die Teufelsbrigade (The Devil’s Brigade)
- 1968: Auf welcher Seite willst Du liegen, Liebling? (Three in the Attic)
- 1970: Cover Me Babe

### Fernsehen
- 1966: Run for Your Life (Fernsehserie, 1 Episode)
- 1966: Raumschiff Enterprise (Fernsehserie, 1 Episode)
- 1966–1967: Verrückter wilder Westen (Fernsehserie, 2 Episoden)
- 1967: Dundee and the Culhane (Fernsehserie, 1 Episode)
- 1968: Der Marshall von Cimarron (Fernsehserie, 1 Episode)
- 1969: Bezaubernde Jeannie (Fernsehserie, 1 Episode)
- 1970: Lost Flight (Fernsehfilm)
- 1970: Ein Sheriff in New York (Fernsehserie, 1 Episode)
- 1970: The Most Deadly Game (Fernsehserie, 1 Episode)
- 1974: Run, Joe, Run (Fernsehserie, 1 Episode)